# Есонзуйл
Есонзуйл (монг.: Есөнзүйл) — сомон Уверхангайського аймаку, Монголія. Площа 2,2 тис. км², населення 3,3 тис. Центр сомону селище Мунхбулаг лежить за 334 км від Улан-Батора, за 100 км від міста Арвайхера.

## Рельєф
Гори Зуунхайрхан (2408 м), ріки Зест, мелзен, Хавцгал, Сар, Мунхбулаг, Бургастай.

## Клімат
Клімат різко континентальний, щорічні опади в горах 400 мм, на решті території 150—300 мм, середня температура січня −20°С, середня температура липня +18°С.

## Тваринний світ
Водяться козулі, лисиці, корсаки, вовки, дикі кішки.

## Соціальна сфера
Є школа, лікарня, торговельно-культурні центри.